# Трекастањи
Трекастањи (итал. Trecastagni) је насеље у Италији у округу Катанија, региону Сицилија.
Према процени из 2011. у насељу је живело 10135 становника. Насеље се налази на надморској висини од 574 м.

## Становништво
Према резултатима пописа становништва 2011. у општини је живело 10.482 становника.
| 1931. | 1936. | 1951. | 1961. | 1971. | 1981. | 1991. | 2001. | 2011.  |
| ----- | ----- | ----- | ----- | ----- | ----- | ----- | ----- | ------ |
| 3.474 | 3.468 | 3.581 | 3.957 | 4.090 | 4.699 | 6.960 | 8.212 | 10.482 |